# Bretonsk
Bretonsk (bretonsk: Brezhoneg) er et keltisk sprog, der tales af et mindretal i Bretagne – der ligger i Nordvestfrankrig mellem Den Engelske Kanal og Biskayen. Ifølge Ethnologue anslås det, at omkring 20 % af Bretagnes befolkning på 3.273.343(2014), eller omkring 650.000, kan tale sproget.

## Et truet sprog
Bretonsk fortrænges langsomt af fransk og står i fare for at uddø, selv om det er befolkningens oprindelige sprog. Dette skyldes blandt andet at fransk skal være brugssprog i alle officielle sammenhænge, for i den 5. republiks forfatning hedder det i indledningen efter den seneste ændring (i 1994):
« La langue de la République est le français » ("Republikkens sprog er fransk.")
Men sprogtabet skyldes også, at bretonerne selv vælger at lære børnene fransk for at stille dem bedst muligt senere i livet.

## Historie
Sproget var oprindeligt identisk med de britanniske sprog, en gren af de keltiske sprog, der blev talt i Storbritannien. Det kom til det "lille Britannien" (Bretagne) fra "stor-Britannien" i flere bølger med keltiske udvandrere, som var blevet fordrevet af angelsakserne i det 5. og 6. århundrede. De fleste emigranter kom fra den nære halvø Cornwall samt Devon og Wales, og gennem det meste af Middelalderen lå bretonsk og kornisk stadig så tæt på hinanden, at der i realiteten var tale om ét sprogområde (omtrent som Skandinavien i dag). En mindelse om dette sprogfællesskab er bevaret i navnet på den bretonske dialekt Kerneweg, der etymologisk set er det samme som Kernewek (kornisk for "kornisk").

## Dialekter
Bretonsk opdeles i fire dialekter, hvoraf tre, Kerneweg, Leoneg, Tregereg (også kaldet "KLT"), har mange fællestræk, mens den fjerde, Gwenedeg, afviger betydeligt. Af dem er det kun den sidste (Vannes-dialekten), som muligvis rummer elementer af det oprindelige, galliske sprog.

### Sammenligning af de to dialektgrupper
| Kornisk              | Brezhoneg (KLT)                | Brehoneg Gwened     | Gallo            | Dansk        |
|                      | (tre dialekter)                | (Vannes-dialekt)    | (fransk dialekt) |              |
| gwenenenn            | gwenanenn                      | guérenen            | avètt            | bi           |
| kador                | kador                          | kadoér              | chaérr           | stol         |
| keus                 | keuz/formaj                    | fourmaj             | fórmaij          | ost          |
| yn mes               | er-maes                        | er-méz              | desort           | udenfor      |
| koedha               | koue(z)añ/koue(z)o             | kouéhel             | cheir            | falde        |
| gaver                | gawr/gavr                      | gavr                | biq              | ged          |
| chy                  | ti                             | ti                  | ostèu            | hus          |
| gweus                | gweus                          | muzel               | lip              | læbe         |
| ganow                | genow, ginou, beg              | bég                 | góll             | (dyre)mund   |
| niver                | niver                          | nivér               | limerot          | antal        |
| perenn               | perenn                         | péren               | peirr            | pære         |
| skol                 | skol/skoul                     | skol                | escoll           | skole        |
| gwiwer               | kazh-koad, gwiñver             | rah-koed, kah-koed  | chat-de-boéz     | egern        |
| sterenn              | ster(ed)enn                    | stiren              | esteill          | stjerne      |
| megy (? - cf. moged) | butuniñ                        | butunein            | betunae          | ryge (tobak) |
| hedhyw               | hiziw/hidiw/hiriou             | hiniù, hiriù, hidiù | anoet            | i dag        |
| whybana              | c'hwibanañ, c'hwitellat, sutal | huitellat           | sublae           | fløjte       |

Gallo-dialekten, der tales i Haute Bretagne, hører ikke til de keltiske sprog, men er et romansk sprog som i et vist omfang har været påvirket af bretonsk.